# Klaus Kaagaard
Klaus Kaagaard (* um 1945) ist ein ehemaliger dänischer Badmintonspieler.

## Karriere
Klaus Kaagaard gewann 1965 die Dutch Open im Herrendoppel mit Ole Mertz. Im selben Jahr siegte er auch mit Erland Kops bei den Nordischen Meisterschaften. 1968 gewann er Bronze im Mixed mit Anne Flindt bei der Europameisterschaft. Drei Titel in Norwegen sicherte er sich in der gleichen Spielserie. 1971 wurde er Dritter bei den All England, ein Jahr später Vizeeuropameister im Herreneinzel.

## Sportliche Erfolge
| Saison    | Veranstaltung                            | Disziplin    | Platz | Name                                           |
| --------- | ---------------------------------------- | ------------ | ----- | ---------------------------------------------- |
| 1965      | Dutch Open                               | Herrendoppel | 1     | Ole Mertz / Klaus Kaagaard                     |
| 1965      | Nordische Meisterschaften                | Herrendoppel | 1     | Erland Kops / Klaus Kaagaard                   |
| 1968      | Europameisterschaft                      | Mixed        | 3     | Klaus Kaagaard / Anne Flindt                   |
| 1968      | Norwegen: Internationale Meisterschaften | Mixed        | 1     | Klaus Kaagaard / Jette Føge                    |
| 1968      | Norwegen: Internationale Meisterschaften | Herrendoppel | 1     | Tom Bacher / Klaus Kaagaard                    |
| 1969      | Norwegen: Internationale Meisterschaften | Herreneinzel | 1     | Klaus Kaagaard                                 |
| 1969      | Norwegen: Internationale Meisterschaften | Herrendoppel | 1     | Jørgen Mortensen / Klaus Kaagaard              |
| 1969/1970 | Dänemark: Internationale Meisterschaften | Mixed        | 1     | Klaus Kaagaard / Ulla Strand                   |
| 1971      | All England                              | Herreneinzel | 3     | Klaus Kaagaard                                 |
| 1972      | Europameisterschaft                      | Herreneinzel | 2     | Klaus Kaagaard                                 |
| 1972      | Norwegen: Internationale Meisterschaften | Herrendoppel | 1     | Klaus Kaagaard / Per Walsøe                    |
| 1972      | Südafrikanische Meisterschaft            | Herreneinzel | 1     | Klaus Kaagaard                                 |
| 1995      | Senioren-Europameisterschaft 50+         | Herrendoppel | 3     | Klaus Kaagaard / Erling Skov                   |
| 2001/2002 | Dänemark: Seniorenmeisterschaften 55+    | Herrendoppel | 1     | Klaus Kaagaard / John Kirkebye (Skovshoved IF) |